# Marmara SpikeLigue (2024/2025)
Marmara SpikeLigue 2024/2025 – 86. sezon mistrzostw Francji w piłce siatkowej zorganizowany przez Ligue Nationale de Volley (LNV). Rozpoczął się 27 września 2024 roku i trwał do 17 maja 2025 roku.
W Marmara SpikeLigue w sezonie 2024/2025 uczestniczyło 13 drużyn. Do najwyższej klasy rozgrywkowej dołączył mistrz Ligue B AS Cannes. Licencji na grę w najwyższej klasie rozgrywkowej nie otrzymał klub Nantes Rezé MV, który w sezonie 2023/2024 zdobył Puchar Francji i zajął 3. miejsce w klasyfikacji końcowej mistrzostw Francji.
Rozgrywki składały się z fazy zasadniczej oraz fazy play-off, która wyłoniła mistrza Francji. W fazie zasadniczej drużyny rozegrały między sobą po dwa spotkania. Osiem najlepszych zespołów awansowało do fazy play-off, która obejmowała ćwierćfinały, półfinały i finały.
Po raz 10. mistrzostwo Francji zdobył Tours VB, który w finałach fazy play-off pokonał drużynę Alterna Stade Poitevin VB. Zgodnie z regulaminem w klasyfikacji końcowej mistrzostw Francji drugie miejsce zajął klub Montpellier HSC VB, natomiast trzecie – Chaumont VB 52 Haute-Marne.
Sponsorem tytularnym rozgrywek był Club Marmara – marka funkcjonująca w ramach biura podróży TUI France.

## System rozgrywek
Marmara SpikeLigue w sezonie 2024/2025 składała się z fazy zasadniczej oraz fazy play-off, która wyłoniła mistrza Francji.

### Faza zasadnicza
Po nieprzyznaniu licencji klubowi Nantes Rezé MV w fazie zasadniczej uczestniczyło 13 drużyn. Rozegrały one ze sobą po dwa spotkania systemem kołowym (każdy z każdym – mecz u siebie i rewanż na wyjeździe). Osiem najlepszych zespołów fazy zasadniczej awansowało do fazy play-off. Pozostałe drużyny zakończyły swój udział w rozgrywkach.

### Faza play-off o mistrzostwo Francji
Faza play-off o mistrzostwo Francji składała się z ćwierćfinałów, półfinałów i finałów.
Ćwierćfinały

W ćwierćfinałach grały drużyny, które w fazie zasadniczej zajęły w tabeli miejsca od 1 do 8. Ćwierćfinałowe pary utworzone zostały według klucza: 1-8; 2-7; 3-6; 4-5. Rywalizacja toczyła się do trzech zwycięstw. Gospodarzem pierwszego, drugiego i piątego meczu był zespół, który w fazie zasadniczej zajął wyższe miejsce, natomiast trzeciego i czwartego – ten, który w fazie zasadniczej zajął niższe miejsce. Zwycięzcy w parach awansowali do półfinałów.
Półfinały

Pierwszą parę półfinałową utworzyli zwycięzcy w parach 1-8 i 4-5, drugą natomiast – zwycięzcy w parach 2-7 i 3-6. Rywalizacja toczyła się do dwóch zwycięstw ze zmianą gospodarza po każdym meczu. Gospodarzem pierwszego spotkania był zespół, który w fazie zasadniczej zajął wyższe miejsce. Zwycięzcy w parach awansowali do finałów, przegrani natomiast zakończyli udział w rozgrywkach.
Finały

O tytuł mistrzowski grali zwycięzcy w parach półfinałowych. Rywalizacja toczyła się w formie dwumeczu. Gospodarzem pierwszego spotkania był zespół, który w fazie zasadniczej zajął niższe miejsce. Jeżeli oba zespoły wygrały po jednym spotkaniu, o tym, kto zdobył mistrzostwo Francji, decydował tzw. złoty set grany do 15 punktów z dwoma punktami przewagi jednej z drużyn.

### Klasyfikacja końcowa
Zwycięzca fazy play-off zajął 1. miejsce w klasyfikacji końcowej i zdobył tytuł mistrza Francji. Pozostałe pozycje w klasyfikacji końcowej (tj. 2-14) zostały ustalone na podstawie tabeli fazy zasadniczej.

### Podział miejsc w europejskich pucharach
Miejsca w europejskich pucharach zostają przyznane zgodnie z poniższym kluczem:
- Liga Mistrzów: mistrz Francji;
- Puchar CEV: (1) zespół, który zajął 1. miejsce w fazie zasadniczej oraz (2) zdobywca Pucharu Francji;
- Puchar Challenge: (1) finalista fazy play-off oraz (2) zespół, który zajął 2. miejsce w fazie zasadniczej.

Jeśli mistrz Francji zajął również 1. miejsce w fazie zasadniczej, wówczas miejsca w europejskich pucharach zostają przyznane zgodnie z poniższym kluczem:
- Liga Mistrzów: mistrz Francji;
- Puchar CEV: (1) finalista fazy play-off oraz (2) zdobywca Pucharu Francji;
- Puchar Challenge: zespoły, które zajęły miejsca 2-3 w fazie zasadniczej.

W przypadku kumulacji tytułów przez jeden zespół, miejsca w europejskich pucharach zostają przyznane na podstawie tabeli fazy zasadniczej.

### Kryteria ustalenia pozycji w tabeli
O kolejności w tabeli decydowały następujące kryteria:
1. liczba punktów (3:0 i 3:1 – 3 punkty dla zwycięzcy, 0 punktów dla przegranego; 3:2 – 2 punkty dla zwycięzcy, 1 punkt dla przegranego; walkower – 3 punkty dla zwycięzcy i -1 lub -3 punkty dla przegranego[6]),
2. mniejsza liczba dyscyplinarnie odjętych punktów;
3. liczba zwycięstw
4. stosunek setów wygranych do przegranych,
5. stosunek małych punktów zdobytych do straconych.

## Drużyny uczestniczące
W Marmara SpikeLigue w sezonie 2024/2025 uczestniczyło 13 drużyn. Po zbadaniu sytuacji finansowej klubów licencji nie otrzymał zdobywca Pucharu Francji w sezonie 2023/2024 – Nantes Rezé MV. W związku z tym ogłoszony został konkurs na dziką kartę na grę w najwyższej klasie rozgrywkowej. Chęć gry w Marmara SpikeLigue zgłosił zespół GFC Ajaccio, jednak jego wniosek został odrzucony, tym samym miejsce po Nantes Rezé MV nie zostało obsadzone.
| Marmara SpikeLigue 2024/2025 | Marmara SpikeLigue 2024/2025 | Marmara SpikeLigue 2024/2025 |                            |
| --- | ---------------------------- | ---------------------------- | -------------------------- |
| Saint-Nazaire VBA | 1                            | mistrzostwo                  | Liga Mistrzów              |
| Chaumont VB 52 Haute-Marne | 2                            | półfinał                     | Liga Mistrzów • Puchar CEV |
| Tourcoing LM | 4                            | półfinał                     | Puchar Challenge           |
| Tours VB | 5                            | finał                        | Puchar CEV                 |
| Montpellier HSC VB | 6                            | ćwierćfinał                  |                            |
| Spacer's Toulouse Volley | 7                            | ćwierćfinał                  |                            |
| Paris Volley | 8                            | ćwierćfinał                  |                            |
| Plessis Robinson Volley Ball | 9                            | —                            |                            |
| Arago de Sète | 10                           | —                            |                            |
| Alterna Stade Poitevin VB | 11                           | —                            |                            |
| Nice VB | 12                           | —                            |                            |
| Centurions Narbonne | 13                           | —                            |                            |
| Awans z Ligue B |                              |                              |                            |
| AS Cannes | 1                            | mistrzostwo                  |                            |
| Oznaczenia: - kolumna druga – miejsce zajęte przez daną drużynę w poprzednim sezonie w fazie zasadniczej, - kolumna trzecia – osiągnięcie danej drużyny w fazie play-off. |                              |                              |                            |

### Awanse i spadki
| Poz. | Spadek z Marmara SpikeLigue 2023/2024 |
| ---- | ------------------------------------- |
| 3.   | Nantes Rezé MV (degradacja)           |
| 14.  | AS Illac VB                           |

| Poz. | Awans z Ligue B 2023/2024 |
| ---- | ------------------------- |
| 1.   | AS Cannes                 |

### Zmiany nazw drużyn
| Przed początkiem sezonu         | Przed początkiem sezonu         | Przed początkiem sezonu |
| ------------------------------- | ------------------------------- | ----------------------- |
| Nazwa klubu w sezonie 2023/2024 | Nazwa klubu w sezonie 2024/2025 | *                       |
| Narbonne Volley                 | Centurions Narbonne             | [ 10 ]                  |

## Hale sportowe
| Drużyna                      | Hala sportowa                           | Miejscowość                           | *     |
| ---------------------------- | --------------------------------------- | ------------------------------------- | ----- |
| Alterna Stade Poitevin VB    | Salle Frédéric-Lawson-Body              | Poitiers                              | [ a ] |
| Alterna Stade Poitevin VB    | Arena Futuroscope                       | Chasseneuil-du-Poitou/ Jaunay-Marigny | [ a ] |
| Arago de Sète                | Gymnase Maurice Vié                     | Sète                                  | [ b ] |
| Arago de Sète                | Palais des sports Béziers Méditerranée  | Béziers                               | [ b ] |
| Arago de Sète                | Palais des sports Jacques Chaban Delmas | Castelnau-le-Lez                      | [ b ] |
| AS Cannes                    | Palais des Victoires                    | Cannes                                |       |
| Chaumont VB 52 Haute-Marne   | Palestra                                | Chaumont                              |       |
| Centurions Narbonne          | Narbonne Arena                          | Narbona                               |       |
| Montpellier HSC VB           | Palais des sports Jacques Chaban Delmas | Castelnau-le-Lez                      |       |
| Nice VB                      | Salle Gianmarchi                        | Nicea                                 |       |
| Paris Volley                 | Salle Pierre Charpy                     | Paryż                                 |       |
| Plessis Robinson Volley Ball | Espace Omnisports                       | Le Plessis-Robinson                   |       |
| Saint-Nazaire VBA            | Gymnase de Coubertin                    | Saint-Nazaire                         |       |
| Spacer's Toulouse Volley     | Palais des sports André Brouat          | Tuluza                                |       |
| Tourcoing LM                 | Stab Vélodrome                          | Roubaix                               |       |
| Tours VB                     | Salle Robert Grenon                     | Tours                                 |       |
| Źródło:                      |                                         |                                       |       |

| AS CannesStade PoitevinArago · de SèteChaumont VB 52Montpellier HSC VBNarbonneNice VBParis VolleyPlessis RobinsonSaint-Nazaire VBASpacer's ToulouseTourcoing LMTours VB Lokalizacja głównych obiektów sportowych |

## Trenerzy
| Drużyna                      | Trener                    | Asystent trenera  | *            |
| ---------------------------- | ------------------------- | ----------------- | ------------ |
| Alterna Stade Poitevin VB    | Dan Lewis                 | Kévin Cerda       | [ 13 ]       |
| Arago de Sète                | Frédéric Gibert (p.o.)    | Clément Sabouraud | [ 14 ]       |
| AS Cannes                    | Roberto Serniotti         | Yoan Lorente      | [ 15 ]       |
| Chaumont VB 52 Haute-Marne   | Silvano Prandi            | Ibán Pérez        | [ 16 ]       |
| Centurions Narbonne          | Marcos de Oliveira (p.o.) | —                 | [ 17 ]       |
| Montpellier HSC VB           | Loïc Le Marrec            | Gauthier Bru      | [ 18 ]       |
| Nice VB                      | Brice Donat               | Fabrice Chalendar | [ 19 ]       |
| Paris Volley                 | Nikola Matijašević        | Julien Daniel     | [ 20 ]       |
| Plessis Robinson Volley Ball | Cédric Logeais            | Arnaud Dries      | [ 21 ]       |
| Saint-Nazaire VBA            | Fulvio Bertini            | Quentin Marion    | [ 22 ] [ c ] |
| Spacer's Toulouse Volley     | Patrick Duflos            | Diógenes Zagonel  | [ 23 ]       |
| Tourcoing LM                 | Dorian Rougeyron          | Guillaume Recurt  | [ 24 ]       |
| Tours VB                     | Marcelo Fronckowiak       | Thomas Royer      | [ 25 ]       |

### Zmiany trenerów
| Klub                      | Były trener       | Data odejścia           | Nowy trener               | Data przyjścia          | *                   |
| ------------------------- | ----------------- | ----------------------- | ------------------------- | ----------------------- | ------------------- |
| Przed sezonem             |                   |                         |                           |                         |                     |
| Alterna Stade Poitevin VB | Brice Donat       | koniec sezonu 2023/2024 | Dan Lewis                 | przed sezonem 2024/2025 | [ 26 ]              |
| Nice VB                   | Fabrice Chalendar | koniec sezonu 2023/2024 | Brice Donat               | przed sezonem 2024/2025 | [ 27 ] [ d ]        |
| Saint-Nazaire VBA         | Roberley Leonaldo | koniec sezonu 2023/2024 | Fulvio Bertini            | przed sezonem 2024/2025 | [ 28 ]              |
| W trakcie sezonu          |                   |                         |                           |                         |                     |
| Centurions Narbonne       | Rafael Redwitz    | 29.01.2025              | Marcos de Oliveira (p.o.) | 29.01.2025              | [ 29 ] [ 30 ] [ e ] |
| Arago de Sète             | Luc Marquet       | 13.02.2025              | Frédéric Gibert (p.o.)    | 13.02.2025              | [ 31 ] [ f ]        |

## Faza zasadnicza

### Tabela wyników
| Gospodarz \ Gość1            | SNZ | CHM | TRC | TOU | MTP | TLS | PAR | PLR | SÈT | POI | NIC | NAR | CAN |
| ---------------------------- | --- | --- | --- | --- | --- | --- | --- | --- | --- | --- | --- | --- | --- |
| Saint-Nazaire VBA            | -   | 0:3 | 0:3 | 0:3 | 0:3 | 1:3 | 1:3 | 3:0 | 3:1 | 1:3 | 1:3 | 3:2 | 3:2 |
| Chaumont VB 52 Haute-Marne   | 3:0 | -   | 3:0 | 3:1 | 3:1 | 3:1 | 3:1 | 3:0 | 3:0 | 0:3 | 1:3 | 3:0 | 3:2 |
| Tourcoing LM                 | 3:0 | 3:2 | -   | 3:1 | 3:0 | 3:0 | 0:3 | 3:2 | 3:1 | 3:0 | 3:0 | 3:0 | 2:3 |
| Tours VB                     | 3:1 | 3:1 | 3:1 | -   | 0:3 | 3:0 | 3:2 | 3:0 | 3:0 | 1:3 | 3:0 | 3:0 | 1:3 |
| Montpellier HSC VB           | 3:1 | 3:0 | 3:1 | 3:1 | -   | 2:3 | 0:3 | 3:1 | 3:0 | 3:0 | 3:2 | 3:0 | 3:0 |
| Spacer's Toulouse Volley     | 2:3 | 3:2 | 0:3 | 3:2 | 3:1 | -   | 1:3 | 3:1 | 2:3 | 3:1 | 3:1 | 3:0 | 3:1 |
| Paris Volley                 | 1:3 | 2:3 | 3:2 | 1:3 | 0:3 | 0:3 | -   | 3:1 | 2:3 | 1:3 | 3:1 | 3:2 | 1:3 |
| Plessis Robinson Volley Ball | 3:1 | 1:3 | 2:3 | 0:3 | 3:2 | 1:3 | 0:3 | -   | 3:1 | 0:3 | 1:3 | 2:3 | 3:1 |
| Arago de Sète                | 2:3 | 1:3 | 1:3 | 1:3 | 1:3 | 2:3 | 2:3 | 3:2 | -   | 3:0 | 1:3 | 1:3 | 0:3 |
| Alterna Stade Poitevin VB    | 3:0 | 0:3 | 1:3 | 3:2 | 0:3 | 3:2 | 3:1 | 3:1 | 1:3 | -   | 0:3 | 3:1 | 3:0 |
| Nice VB                      | 3:2 | 3:0 | 3:0 | 1:3 | 1:3 | 3:1 | 3:0 | 3:0 | 0:3 | 3:0 | -   | 0:3 | 3:1 |
| Centurions Narbonne          | 1:3 | 0:3 | 1:3 | 0:3 | 3:0 | 3:2 | 3:1 | 3:1 | 1:3 | 1:3 | 2:3 | -   | 1:3 |
| AS Cannes                    | 3:2 | 1:3 | 0:3 | 3:0 | 2:3 | 3:1 | 3:1 | 0:3 | 2:3 | 0:3 | 3:0 | 3:2 | -   |

Źródło: 
1 Drużyna gospodarzy jest wymieniona po lewej stronie tabeli.
Kolory:
  zwycięstwo gospodarzy 3:0 lub 3:1
  zwycięstwo gospodarzy 3:2
  zwycięstwo gości 3:0 lub 3:1
  zwycięstwo gości 3:2

### Terminarz i wyniki spotkań
| WYNIKI SPOTKAŃ | WYNIKI SPOTKAŃ | WYNIKI SPOTKAŃ               | WYNIKI SPOTKAŃ                          | WYNIKI SPOTKAŃ               | WYNIKI SPOTKAŃ                         | WYNIKI SPOTKAŃ | WYNIKI SPOTKAŃ         | WYNIKI SPOTKAŃ |
| Data | Godz.          | Gospodarz                    | Rezultat                                | Gość                         | Hala sportowa                          | Widzów         | MVP                    | *              |
| --- | -------------- | ---------------------------- | --------------------------------------- | ---------------------------- | -------------------------------------- | -------------- | ---------------------- | -------------- |
| 1. KOLEJKA |                |                              |                                         |                              |                                        |                |                        |                |
| 27.09.2024 | 20:00          | AS Cannes                    | 3:2 (22:25, 25:23, 18:25, 25:10, 15:13) | Saint-Nazaire VBA            | Palais des Victoires                   | 942            | Reda Haikal            | [ 32 ]         |
| 28.09.2024 | 19:00          | Plessis Robinson Volley Ball | 0:3 (22:25, 22:25, 22:25)               | Paris Volley                 | Espace Omnisports                      | 803            | Daniel Wetter          | [ 33 ]         |
| 28.09.2024 | 19:00          | Alterna Stade Poitevin VB    | 3:1 (24:26, 25:23, 25:20, 26:24)        | Centurions Narbonne          | Salle Frédéric-Lawson-Body             | 2422           | Dušan Nikolić          | [ 34 ]         |
| 28.09.2024 | 19:00          | Tourcoing LM                 | 3:2 (25:21, 20:25, 25:21, 18:25, 15:11) | Chaumont VB 52 Haute-Marne   | Stab Vélodrome                         | 1008           | Jan Martínez Franchi   | [ 35 ]         |
| 28.09.2024 | 20:00          | Tours VB                     | 0:3 (22:25, 23:25, 16:25)               | Montpellier HSC VB           | Salle Robert Grenon                    | 2834           | Dimityr Dimitrow       | [ 36 ]         |
| 29.09.2024 | 17:00          | Nice VB                      | 3:1 (25:18, 26:24, 19:25, 25:16)        | Spacer's Toulouse Volley     | Salle Gianmarchi                       | 682            | Simon Hirsch           | [ 37 ]         |
| 2. KOLEJKA |                |                              |                                         |                              |                                        |                |                        |                |
| 4.10.2024 | 20:00          | Chaumont VB 52 Haute-Marne   | 0:3 (23:25, 20:25, 14:25)               | Alterna Stade Poitevin VB    | Palestra                               | 1937           | Dušan Nikolić          | [ 38 ]         |
| 4.10.2024 | 20:00          | Montpellier HSC VB           | 3:2 (23:25, 25:19, 20:25, 25:23, 17:15) | Nice VB                      | Palais des sports Chaban Delmas        | 1278           | Dimityr Dimitrow       | [ 39 ]         |
| 5.10.2024 | 18:00          | Spacer's Toulouse Volley     | 3:2 (25:21, 29:27, 22:25, 22:25, 15:13) | Tours VB                     | Palais des sports André Brouat         | 1574           | Julien Winkelmuller    | [ 40 ]         |
| 5.10.2024 | 20:00          | Centurions Narbonne          | 1:3 (27:29, 25:22, 17:25, 22:25)        | AS Cannes                    | Narbonne Arena                         | 2326           | Omar Biglino           | [ 41 ]         |
| 5.10.2024 | 20:00          | Saint-Nazaire VBA            | 3:0 (25:19, 25:20, 25:22)               | Plessis Robinson Volley Ball | Gymnase de Coubertin                   | 1197           | Hélder Spencer         | [ 42 ]         |
| 6.10.2024 | 17:00          | Arago de Sète                | 1:3 (19:25, 25:22, 26:28, 16:25)        | Tourcoing LM                 | Palais des sports Béziers Méditerranée | 827            | Pablo Kukartsev        | [ 43 ]         |
| 3. KOLEJKA |                |                              |                                         |                              |                                        |                |                        |                |
| 11.10.2024 | 20:00          | Paris Volley                 | 0:3 (23:25, 20:25, 23:25)               | Montpellier HSC VB           | Salle Pierre Charpy                    | 983            | Dimityr Dimitrow       | [ 44 ]         |
| 12.10.2024 | 19:00          | AS Cannes                    | 1:3 (29:27, 16:25, 20:25, 22:25)        | Chaumont VB 52 Haute-Marne   | Palais des Victoires                   | 652            | Joseph Worsley         | [ 45 ]         |
| 12.10.2024 | 19:00          | Tourcoing LM                 | 3:0 (25:18, 25:23, 29:27)               | Centurions Narbonne          | Stab Vélodrome                         | 954            | Ignacio Luengas        | [ 46 ]         |
| 12.10.2024 | 19:00          | Nice VB                      | 0:3 (17:25, 18:25, 21:25)               | Arago de Sète                | Salle Gianmarchi                       | 615            | Hugo de Leon Guimarães | [ 47 ]         |
| 12.10.2024 | 19:00          | Alterna Stade Poitevin VB    | 3:0 (25:21, 25:23, 25:22)               | Saint-Nazaire VBA            | Salle Frédéric-Lawson-Body             | 2485           | Thibaut Thoral         | [ 48 ]         |
| 12.10.2024 | 20:00          | Tours VB                     | 3:0 (25:13, 25:14, 25:19)               | Plessis Robinson Volley Ball | Salle Robert Grenon                    | 2092           | Željko Ćorić           | [ 49 ]         |
| 4. KOLEJKA |                |                              |                                         |                              |                                        |                |                        |                |
| 18.10.2024 | 20:00          | Chaumont VB 52 Haute-Marne   | 3:1 (25:23, 25:20, 19:25, 25:22)        | Tours VB                     | Palestra                               | 1142           | Lukas Maase            | [ 50 ]         |
| 19.10.2024 | 19:00          | Plessis Robinson Volley Ball | 2:3 (21:25, 25:16, 25:22, 20:25, 8:15)  | Tourcoing LM                 | Espace Omnisports                      | 723            | Ignacio Luengas        | [ 51 ]         |
| 19.10.2024 | 19:00          | Nice VB                      | 3:0 (25:16, 25:20, 26:24)               | Paris Volley                 | Salle Gianmarchi                       | 661            | Bruno Dias             | [ 52 ]         |
| 19.10.2024 | 20:00          | Montpellier HSC VB           | 3:0 (25:17, 25:23, 25:22)               | AS Cannes                    | Palais des sports Chaban Delmas        | 1187           | Tomás López            | [ 53 ]         |
| 19.10.2024 | 20:00          | Centurions Narbonne          | 3:2 (15:25, 25:23, 25:20, 18:25, 15:12) | Spacer's Toulouse Volley     | Narbonne Arena                         | 2232           | Lisandro Zanotti       | [ 54 ]         |
| 20.10.2024 | 17:00          | Arago de Sète                | 3:0 (28:26, 25:14, 31:29)               | Alterna Stade Poitevin VB    | Gymnase Maurice Vié                    | 500            | Tristan Schlienger     | [ 55 ]         |
| 5. KOLEJKA |                |                              |                                         |                              |                                        |                |                        |                |
| 22.10.2024 | 20:00          | AS Cannes                    | 3:0 (30:28, 25:20, 25:22)               | Nice VB                      | Palais des Victoires                   | 1007           | Jacob Ekman            | [ 56 ]         |
| 22.10.2024 | 20:00          | Saint-Nazaire VBA            | 3:2 (22:25, 25:27, 25:19, 25:23, 16:14) | Centurions Narbonne          | Gymnase de Coubertin                   | 1587           | Henri Léon             | [ 57 ]         |
| 22.10.2024 | 20:00          | Montpellier HSC VB           | 3:0 (25:21, 26:24, 30:28)               | Chaumont VB 52 Haute-Marne   | Palais des sports Chaban Delmas        | 1219           | Tomás López            | [ 58 ]         |
| 23.10.2024 | 19:30          | Spacer's Toulouse Volley     | 3:1 (25:20, 25:13, 17:25, 25:21)        | Plessis Robinson Volley Ball | Palais des sports André Brouat         | 1614           | Maxime Hervoir         | [ 59 ]         |
| 23.10.2024 | 20:00          | Alterna Stade Poitevin VB    | 1:3 (20:25, 25:21, 18:25, 23:25)        | Tourcoing LM                 | Salle Frédéric-Lawson-Body             | 2436           | Amir Tizi-Oualou       | [ 60 ]         |
| 23.10.2024 | 20:00          | Paris Volley                 | 2:3 (25:22, 28:26, 22:25, 25:27, 13:15) | Arago de Sète                | Salle Pierre Charpy                    | 926            | Tristan Schlienger     | [ 61 ]         |
| 6. KOLEJKA |                |                              |                                         |                              |                                        |                |                        |                |
| 25.10.2024 | 20:00          | Spacer's Toulouse Volley     | 2:3 (18:25, 25:21, 21:25, 25:23, 14:16) | Saint-Nazaire VBA            | Palais des sports André Brouat         | 1556           | Henri Léon             | [ 62 ]         |
| 25.10.2024 | 20:00          | Tours VB                     | 1:3 (27:25, 23:25, 20:25, 22:25)        | Alterna Stade Poitevin VB    | Salle Robert Grenon                    | 3086           | Earvin Ngapeth         | [ 63 ]         |
| 26.10.2024 | 19:00          | Tourcoing LM                 | 0:3 (19:25, 23:25, 22:25)               | Paris Volley                 | Stab Vélodrome                         | 1294           | Nik Mujanović          | [ 64 ]         |
| 26.10.2024 | 19:00          | Plessis Robinson Volley Ball | 1:3 (25:17, 20:25, 23:25, 15:25)        | Nice VB                      | Espace Omnisports                      | 675            | Simon Hirsch           | [ 65 ]         |
| 26.10.2024 | 19:30          | Arago de Sète                | 0:3 (20:25, 23:25, 21:25)               | AS Cannes                    | Gymnase Maurice Vié                    | 448            | Reda Haikal            | [ 66 ]         |
| 26.10.2024 | 20:00          | Centurions Narbonne          | 3:0 (31:29, 25:23, 25:16)               | Montpellier HSC VB           | Narbonne Arena                         | 2424           | Tanguy-Vianney Dijoud  | [ 67 ]         |
| 7. KOLEJKA |                |                              |                                         |                              |                                        |                |                        |                |
| 1.11.2024 | 20:00          | Paris Volley                 | 0:3 (23:25, 19:25, 28:30)               | Spacer's Toulouse Volley     | Salle Pierre Charpy                    | 993            | Nathan Feral           | [ 68 ]         |
| 2.11.2024 | 19:00          | Tourcoing LM                 | 3:0 (25:21, 25:23, 28:26)               | Montpellier HSC VB           | Stab Vélodrome                         | 1262           | Ignacio Luengas        | [ 69 ]         |
| 2.11.2024 | 19:00          | Nice VB                      | 3:0 (25:18, 26:24, 25:18)               | Alterna Stade Poitevin VB    | Salle Gianmarchi                       | 857            | Mason Briggs           | [ 70 ]         |
| 2.11.2024 | 19:00          | AS Cannes                    | 3:0 (25:22, 25:17, 25:19)               | Tours VB                     | Palais des Victoires                   | 612            | Omar Biglino           | [ 71 ]         |
| 2.11.2024 | 19:30          | Arago de Sète                | 3:2 (25:18, 22:25, 16:25, 25:23, 15:12) | Plessis Robinson Volley Ball | Gymnase Maurice Vié                    | 438            | Hugo de Leon Guimarães | [ 72 ]         |
| 2.11.2024 | 20:00          | Chaumont VB 52 Haute-Marne   | 3:0 (25:14, 26:24, 25:19)               | Saint-Nazaire VBA            | Palestra                               | 1202           | Jacob Pasteur          | [ 73 ]         |
| 8. KOLEJKA |                |                              |                                         |                              |                                        |                |                        |                |
| 8.11.2024 | 20:00          | Montpellier HSC VB           | 3:0 (25:16, 25:17, 25:23)               | Arago de Sète                | Palais des sports Chaban Delmas        | 1307           | Tomás López            | [ 74 ]         |
| 9.11.2024 | 18:00          | Spacer's Toulouse Volley     | 0:3 (22:25, 21:25, 20:25)               | Tourcoing LM                 | Palais des sports André Brouat         | 1546           | Pablo Kukartsev        | [ 75 ]         |
| 9.11.2024 | 19:00          | Alterna Stade Poitevin VB    | 3:1 (25:16, 22:25, 28:26, 26:24)        | Paris Volley                 | Salle Frédéric-Lawson-Body             | 2441           | Dušan Nikolić          | [ 76 ]         |
| 9.11.2024 | 19:00          | Plessis Robinson Volley Ball | 1:3 (22:25, 18:25, 28:26, 22:25)        | Chaumont VB 52 Haute-Marne   | Espace Omnisports                      | 747            | Jacob Pasteur          | [ 77 ]         |
| 9.11.2024 | 20:00          | Tours VB                     | 3:0 (25:15, 25:13, 25:18)               | Centurions Narbonne          | Salle Robert Grenon                    | 2511           | Antoine Pothron        | [ 78 ]         |
| 9.11.2024 | 20:00          | Saint-Nazaire VBA            | 1:3 (17:25, 19:25, 25:21, 19:25)        | Nice VB                      | Gymnase de Coubertin                   | 1490           | Simon Hirsch           | [ 79 ]         |
| 9. KOLEJKA |                |                              |                                         |                              |                                        |                |                        |                |
| 15.11.2024 | 20:00          | Alterna Stade Poitevin VB    | 3:2 (19:25, 22:25, 25:16, 25:20, 15:9)  | Spacer's Toulouse Volley     | Salle Frédéric-Lawson-Body             | 2250           | Thibaut Thoral         | [ 80 ]         |
| 16.11.2024 | 18:00          | Paris Volley                 | 1:3 (22:25, 25:18, 23:25, 23:25)        | AS Cannes                    | Salle Pierre Charpy                    | 872            | Reda Haikal            | [ 81 ]         |
| 16.11.2024 | 18:00          | Arago de Sète                | 2:3 (25:18, 22:25, 21:25, 25:23, 14:16) | Saint-Nazaire VBA            | Palais des sports Chaban Delmas        | 304            | Luuc van der Ent       | [ 82 ]         |
| 16.11.2024 | 19:00          | Plessis Robinson Volley Ball | 3:2 (25:20, 18:25, 17:25, 25:23, 15:12) | Montpellier HSC VB           | Espace Omnisports                      | 606            | Antti Ronkainen        | [ 83 ]         |
| 16.11.2024 | 19:00          | Tourcoing LM                 | 3:1 (25:18, 25:22, 22:25, 25:18)        | Tours VB                     | Stab Vélodrome                         | 1049           | Pablo Kukartsev        | [ 84 ]         |
| 16.11.2024 | 20:30          | Centurions Narbonne          | 0:3 (23:25, 18:25, 22:25)               | Chaumont VB 52 Haute-Marne   | Narbonne Arena                         | 2234           | Joseph Worsley         | [ 85 ]         |
| 10. KOLEJKA |                |                              |                                         |                              |                                        |                |                        |                |
| 22.11.2024 | 20:00          | AS Cannes                    | 0:3 (19:25, 21:25, 22:25)               | Alterna Stade Poitevin VB    | Palais des Victoires                   | 3018           | Jackson Howe           | [ 86 ]         |
| 23.11.2024 | 18:00          | Spacer's Toulouse Volley     | 2:3 (25:22, 25:18, 23:25, 23:25, 12:15) | Arago de Sète                | Palais des sports André Brouat         | 1308           | Hugo de Leon Guimarães | [ 87 ]         |
| 23.11.2024 | 19:00          | Nice VB                      | 1:3 (22:25, 25:11, 21:25, 13:25)        | Tours VB                     | Salle Gianmarchi                       | 739            | Luca Ramon             | [ 88 ]         |
| 23.11.2024 | 20:00          | Chaumont VB 52 Haute-Marne   | 3:1 (25:22, 17:25, 25:22, 25:21)        | Paris Volley                 | Palestra                               | 962            | Sebastián Closter      | [ 89 ]         |
| 23.11.2024 | 20:00          | Centurions Narbonne          | 3:1 (25:27, 25:17, 25:23, 26:24)        | Plessis Robinson Volley Ball | Narbonne Arena                         | 1906           | Casey Schouten         | [ 90 ]         |
| 23.11.2024 | 20:00          | Saint-Nazaire VBA            | 0:3 (24:26, 23:25, 19:25)               | Tourcoing LM                 | Gymnase de Coubertin                   | 1081           | Pablo Kukartsev        | [ 91 ]         |
| 11. KOLEJKA |                |                              |                                         |                              |                                        |                |                        |                |
| 29.11.2024 | 20:00          | Tours VB                     | 3:1 (22:25, 25:18, 25:17, 25:20)        | Saint-Nazaire VBA            | Salle Robert Grenon                    | 2044           | Michael Marshman       | [ 92 ]         |
| 30.11.2024 | 18:00          | Paris Volley                 | 3:2 (20:25, 30:28, 22:25, 25:20, 15:9)  | Centurions Narbonne          | Salle Pierre Charpy                    | 857            | Wenceslas Leclercq     | [ 93 ]         |
| 30.11.2024 | 19:00          | Plessis Robinson Volley Ball | 3:1 (25:23, 21:25, 25:20, 25:20)        | AS Cannes                    | Espace Omnisports                      | 715            | Kristaps Platačs       | [ 94 ]         |
| 30.11.2024 | 19:00          | Tourcoing LM                 | 3:0 (25:21, 25:19, 25:20)               | Nice VB                      | Stab Vélodrome                         | 1357           | Amir Tizi-Oualou       | [ 95 ]         |
| 30.11.2024 | 19:30          | Arago de Sète                | 1:3 (24:26, 25:20, 19:25, 24:26)        | Chaumont VB 52 Haute-Marne   | Palais des sports Béziers Méditerranée | 281            | Niko Suihkonen         | [ 96 ]         |
| 30.11.2024 | 20:00          | Montpellier HSC VB           | 2:3 (24:26, 29:31, 25:21, 25:22, 11:15) | Spacer's Toulouse Volley     | Palais des sports Chaban Delmas        | 1137           | Thomas Gill            | [ 97 ]         |
| 12. KOLEJKA |                |                              |                                         |                              |                                        |                |                        |                |
| 6.12.2024 | 20:00          | Spacer's Toulouse Volley     | 3:1 (25:16, 25:18, 19:25, 25:22)        | AS Cannes                    | Palais des sports André Brouat         | 1399           | Noa Duflos-Rossi       | [ 98 ]         |
| 7.12.2024 | 19:00          | Alterna Stade Poitevin VB    | 3:1 (20:25, 26:24, 25:21, 25:22)        | Plessis Robinson Volley Ball | Salle Frédéric-Lawson-Body             | 2362           | Franco Massimino       | [ 99 ]         |
| 7.12.2024 | 20:00          | Paris Volley                 | 1:3 (14:25, 19:25, 25:23, 18:25)        | Tours VB                     | Salle Pierre Charpy                    | 994            | Guilherme Voss         | [ 100 ]        |
| 7.12.2024 | 20:00          | Chaumont VB 52 Haute-Marne   | 1:3 (25:17, 23:25, 16:25, 20:25)        | Nice VB                      | Palestra                               | 1180           | Simon Hirsch           | [ 101 ]        |
| 7.12.2024 | 20:00          | Saint-Nazaire VBA            | 0:3 (14:25, 16:25, 20:25)               | Montpellier HSC VB           | Gymnase de Coubertin                   | 1015           | Tomás López            | [ 102 ]        |
| 7.12.2024 | 20:00          | Centurions Narbonne          | 1:3 (25:23, 22:25, 23:25, 20:25)        | Arago de Sète                | Narbonne Arena                         | 2551           | Célestin Cardin        | [ 103 ]        |
| 13. KOLEJKA |                |                              |                                         |                              |                                        |                |                        |                |
| 10.12.2024 | 20:00          | Tours VB                     | 3:0 (25:18, 25:14, 25:14)               | Arago de Sète                | Salle Robert Grenon                    | 2234           | Leandro dos Santos     | [ 104 ]        |
| 10.12.2024 | 20:00          | Montpellier HSC VB           | 3:0 (25:12, 25:16, 25:16)               | Alterna Stade Poitevin VB    | Palais des sports Chaban Delmas        | 2612           | Dimityr Dimitrow       | [ 105 ]        |
| 10.12.2024 | 20:00          | AS Cannes                    | 0:3 (20:25, 16:25, 28:30)               | Tourcoing LM                 | Palais des Victoires                   | 381            | Jan Martínez Franchi   | [ 106 ]        |
| 10.12.2024 | 20:00          | Chaumont VB 52 Haute-Marne   | 3:1 (25:18, 25:27, 25:22, 27:25)        | Spacer's Toulouse Volley     | Palestra                               | 782            | Pierre Toledo          | [ 107 ]        |
| 10.12.2024 | 20:00          | Nice VB                      | 0:3 (23:25, 21:25, 19:25)               | Centurions Narbonne          | Salle Gianmarchi                       | 423            | Liam Patte             | [ 108 ]        |
| 10.12.2024 | 20:00          | Saint-Nazaire VBA            | 1:3 (25:10, 23:25, 22:25, 22:25)        | Paris Volley                 | Gymnase de Coubertin                   | 1072           | Nik Mujanović          | [ 109 ]        |
| 14. KOLEJKA |                |                              |                                         |                              |                                        |                |                        |                |
| 13.12.2024 | 20:00          | Spacer's Toulouse Volley     | 3:1 (23:25, 25:14, 28:26, 25:21)        | Nice VB                      | Palais des sports André Brouat         | 1109           | Tom Picard             | [ 110 ]        |
| 14.12.2024 | 19:00          | Alterna Stade Poitevin VB    | 0:3 (21:25, 17:25, 23:25)               | Chaumont VB 52 Haute-Marne   | Salle Frédéric-Lawson-Body             | 2285           | Joseph Worsley         | [ 111 ]        |
| 14.12.2024 | 19:00          | AS Cannes                    | 2:3 (25:22, 27:29, 25:22, 18:25, 8:15)  | Montpellier HSC VB           | Palais des Victoires                   | 503            | Joris Seddik           | [ 112 ]        |
| 14.12.2024 | 19:00          | Plessis Robinson Volley Ball | 0:3 (24:26, 19:25, 18:25)               | Tours VB                     | Espace Omnisports                      | 902            | Hermans Egleskalns     | [ 113 ]        |
| 14.12.2024 | 20:00          | Centurions Narbonne          | 1:3 (20:25, 21:25, 28:26, 19:25)        | Saint-Nazaire VBA            | Narbonne Arena                         | 2003           | Jordan Ewert           | [ 114 ]        |
| 15.12.2024 | 17:00          | Arago de Sète                | 2:3 (18:25, 17:25, 25:22, 25:18, 13:15) | Paris Volley                 | Palais des sports Béziers Méditerranée | 422            | Peng Shikun            | [ 115 ]        |
| 15. KOLEJKA |                |                              |                                         |                              |                                        |                |                        |                |
| 27.12.2024 | 19:00          | Alterna Stade Poitevin VB    | 3:2 (25:22, 17:25, 30:28, 14:25, 15:10) | Tours VB                     | Arena Futuroscope                      | 5186           | Earvin Ngapeth         | [ 116 ]        |
| 29.12.2024 | 17:00          | Montpellier HSC VB           | 3:0 (25:21, 25:15, 27:25)               | Centurions Narbonne          | Palais des sports Chaban Delmas        | 1756           | Tomás López            | [ 117 ]        |
| 29.12.2024 | 17:00          | Saint-Nazaire VBA            | 1:3 (29:31, 25:22, 21:25, 34:36)        | Spacer's Toulouse Volley     | Gymnase de Coubertin                   | 1502           | Noa Duflos-Rossi       | [ 118 ]        |
| 29.12.2024 | 17:00          | Chaumont VB 52 Haute-Marne   | 3:2 (25:18, 25:18, 20:25, 22:25, 15:8)  | AS Cannes                    | Palestra                               | 1840           | Mathis Henno           | [ 119 ]        |
| 29.12.2024 | 17:00          | Tourcoing LM                 | 3:1 (25:9, 25:23, 23:25, 25:19)         | Arago de Sète                | Stab Vélodrome                         | 1313           | Pablo Kukartsev        | [ 120 ]        |
| 29.12.2024 | 17:00          | Paris Volley                 | 3:1 (19:25, 25:11, 30:28, 25:12)        | Plessis Robinson Volley Ball | Salle Pierre Charpy                    | 1102           | Peng Shikun            | [ 121 ]        |
| 16. KOLEJKA |                |                              |                                         |                              |                                        |                |                        |                |
| 10.01.2025 | 20:00          | Paris Volley                 | 3:2 (25:23, 21:25, 27:25, 16:25, 15:12) | Tourcoing LM                 | Salle Pierre Charpy                    | 813            | Nik Mujanović          | [ 122 ]        |
| 11.01.2025 | 18:00          | Spacer's Toulouse Volley     | 3:1 (26:24, 21:25, 27:25, 25:20)        | Alterna Stade Poitevin VB    | Palais des sports André Brouat         | 2244           | Ilija Petkow           | [ 123 ]        |
| 11.01.2025 | 19:00          | Plessis Robinson Volley Ball | 3:1 (25:17, 25:21, 22:25, 25:20)        | Saint-Nazaire VBA            | Espace Omnisports                      | 628            | Kristaps Platačs       | [ 124 ]        |
| 11.01.2025 | 19:00          | Nice VB                      | 3:1 (25:19, 16:25, 25:23, 25:17)        | AS Cannes                    | Salle Gianmarchi                       | 871            | Simon Hirsch           | [ 125 ]        |
| 11.01.2025 | 20:00          | Tours VB                     | 3:1 (25:23, 23:25, 25:17, 25:19)        | Chaumont VB 52 Haute-Marne   | Salle Robert Grenon                    | 2952           | Antoine Pothron        | [ 126 ]        |
| 12.01.2025 | 17:00          | Arago de Sète                | 1:3 (21:25, 25:21, 20:25, 21:25)        | Montpellier HSC VB           | Palais des sports Béziers Méditerranée | 635            | Raphaël Corre          | [ 127 ]        |
| 17. KOLEJKA |                |                              |                                         |                              |                                        |                |                        |                |
| 17.01.2025 | 20:00          | Alterna Stade Poitevin VB    | 0:3 (22:25, 18:25, 23:25)               | Nice VB                      | Salle Frédéric-Lawson-Body             | 1642           | Bruno Dias             | [ 128 ]        |
| 18.01.2025 | 19:00          | AS Cannes                    | 3:2 (20:25, 27:25, 25:23, 17:25, 15:13) | Centurions Narbonne          | Palais des Victoires                   | 674            | Marco Pierotti         | [ 129 ]        |
| 18.01.2025 | 20:00          | Tours VB                     | 3:0 (25:22, 25:20, 25:19)               | Spacer's Toulouse Volley     | Salle Robert Grenon                    | 2831           | Ryan Sclater           | [ 130 ]        |
| 18.01.2025 | 20:00          | Montpellier HSC VB           | 0:3 (19:25, 23:25, 15:25)               | Paris Volley                 | Palais des sports Chaban Delmas        | 1321           | Wenceslas Leclercq     | [ 131 ]        |
| 18.01.2025 | 20:00          | Saint-Nazaire VBA            | 3:1 (30:28, 26:28, 25:16, 25:19)        | Arago de Sète                | Gymnase de Coubertin                   | 972            | Titouan Hallé          | [ 132 ]        |
| 19.01.2025 | 17:00          | Chaumont VB 52 Haute-Marne   | 3:0 (25:22, 25:17, 25:22)               | Tourcoing LM                 | Palestra                               | 1262           | Shane Holdaway         | [ 133 ]        |
| 18. KOLEJKA |                |                              |                                         |                              |                                        |                |                        |                |
| 24.01.2025 | 20:00          | Tourcoing LM                 | 3:2 (25:20, 22:25, 21:25, 25:20, 15:10) | Plessis Robinson Volley Ball | Stab Vélodrome                         | 1225           | Pablo Kukartsev        | [ 134 ]        |
| 25.01.2025 | 18:00          | Arago de Sète                | 2:3 (25:17, 25:22, 29:31, 19:25, 14:16) | Spacer's Toulouse Volley     | Palais des sports Chaban Delmas        | 304            | Noa Duflos-Rossi       | [ 135 ]        |
| 25.01.2025 | 19:00          | Nice VB                      | 1:3 (25:22, 19:25, 18:25, 17:25)        | Montpellier HSC VB           | Salle Gianmarchi                       | 796            | Corentin Phelut        | [ 136 ]        |
| 25.01.2025 | 20:00          | Paris Volley                 | 1:3 (25:20, 23:25, 19:25, 19:25)        | Alterna Stade Poitevin VB    | Salle Pierre Charpy                    | 1349           | Renan Michelucci       | [ 137 ]        |
| 25.01.2025 | 20:00          | Saint-Nazaire VBA            | 0:3 (11:25, 21:25, 20:25)               | Chaumont VB 52 Haute-Marne   | Gymnase de Coubertin                   | 1098           | Joseph Worsley         | [ 138 ]        |
| 25.01.2025 | 20:30          | Centurions Narbonne          | 0:3 (19:25, 12:25, 16:25)               | Tours VB                     | Narbonne Arena                         | 2021           | Antoine Pothron        | [ 139 ]        |
| 19. KOLEJKA |                |                              |                                         |                              |                                        |                |                        |                |
| 31.01.2025 | 20:00          | Spacer's Toulouse Volley     | 3:1 (25:21, 16:25, 25:20, 25:23)        | Montpellier HSC VB           | Palais des sports André Brouat         | 2314           | Tom Picard             | [ 140 ]        |
| 1.02.2025 | 19:00          | Nice VB                      | 3:2 (25:20, 25:22, 25:27, 22:25, 15:13) | Saint-Nazaire VBA            | Salle Gianmarchi                       | 453            | Aleksandros Raptis     | [ 141 ]        |
| 1.02.2025 | 19:00          | Plessis Robinson Volley Ball | 3:1 (17:25, 25:21, 25:17, 25:18)        | Arago de Sète                | Espace Omnisports                      | 845            | Léo Meyer              | [ 142 ]        |
| 1.02.2025 | 19:00          | Alterna Stade Poitevin VB    | 3:0 (25:23, 25:22, 30:28)               | AS Cannes                    | Salle Frédéric-Lawson-Body             | 1726           | Franco Massimino       | [ 143 ]        |
| 1.02.2025 | 20:00          | Tours VB                     | 3:1 (28:26, 19:25, 25:23, 25:22)        | Tourcoing LM                 | Salle Robert Grenon                    | 2859           | Luca Ramon             | [ 144 ]        |
| 1.02.2025 | 20:00          | Centurions Narbonne          | 3:1 (21:25, 25:22, 25:16, 25:22)        | Paris Volley                 | Narbonne Arena                         | 2406           | Liam Patte             | [ 145 ]        |
| 20. KOLEJKA |                |                              |                                         |                              |                                        |                |                        |                |
| 7.02.2025 | 20:00          | Saint-Nazaire VBA            | 0:3 (13:25, 24:26, 16:25)               | Tours VB                     | Gymnase de Coubertin                   | 1082           | Julien Faganas         | [ 146 ]        |
| 8.02.2025 | 18:00          | Paris Volley                 | 3:1 (25:23, 25:21, 19:25, 25:20)        | Nice VB                      | Salle Pierre Charpy                    | 1243           | Daniel Wetter          | [ 147 ]        |
| 8.02.2025 | 19:00          | AS Cannes                    | 3:1 (25:20, 25:17, 16:25, 25:15)        | Spacer's Toulouse Volley     | Palais des Victoires                   | 793            | Lukáš Démar            | [ 148 ]        |
| 8.02.2025 | 19:00          | Tourcoing LM                 | 3:0 (25:17, 27:25, 25:19)               | Alterna Stade Poitevin VB    | Stab Vélodrome                         | 1236           | Thibault Loubeyre      | [ 149 ]        |
| 8.02.2025 | 20:00          | Chaumont VB 52 Haute-Marne   | 3:0 (25:16, 31:29, 25:22)               | Centurions Narbonne          | Palestra                               | 1149           | Pierre Toledo          | [ 150 ]        |
| 8.02.2025 | 20:00          | Montpellier HSC VB           | 3:1 (24:26, 25:23, 25:18, 25:19)        | Plessis Robinson Volley Ball | Palais des sports Chaban Delmas        | 901            | Tomás López            | [ 151 ]        |
| 21. KOLEJKA |                |                              |                                         |                              |                                        |                |                        |                |
| 14.02.2025 | 20:00          | Spacer's Toulouse Volley     | 3:2 (22:25, 28:26, 25:21, 15:25, 15:13) | Chaumont VB 52 Haute-Marne   | Palais des sports André Brouat         | 2030           | Facundo Santucci       | [ 152 ]        |
| 15.02.2025 | 19:00          | Plessis Robinson Volley Ball | 2:3 (25:21, 10:25, 18:25, 27:25, 10:15) | Centurions Narbonne          | Espace Omnisports                      | 743            | Casey Schouten         | [ 153 ]        |
| 15.02.2025 | 19:00          | Alterna Stade Poitevin VB    | 1:3 (23:25, 19:25, 25:20, 19:25)        | Arago de Sète                | Salle Frédéric-Lawson-Body             | 1614           | Daenan Gyimah          | [ 154 ]        |
| 15.02.2025 | 19:00          | Nice VB                      | 3:0 (25:22, 25:20, 25:21)               | Tourcoing LM                 | Salle Gianmarchi                       | 782            | Simon Hirsch           | [ 155 ]        |
| 15.02.2025 | 20:00          | Tours VB                     | 1:3 (25:19, 22:25, 26:28, 22:25)        | AS Cannes                    | Salle Robert Grenon                    | 2806           | Timo Beriot            | [ 156 ]        |
| 15.02.2025 | 20:00          | Montpellier HSC VB           | 3:1 (18:25, 25:17, 25:18, 25:20)        | Saint-Nazaire VBA            | Palais des sports Chaban Delmas        | 1237           | Veikka Lindqvist       | [ 157 ]        |
| 22. KOLEJKA |                |                              |                                         |                              |                                        |                |                        |                |
| 21.02.2025 | 20:00          | Chaumont VB 52 Haute-Marne   | 3:1 (23:25, 25:22, 27:25, 25:20)        | Montpellier HSC VB           | Palestra                               | 1527           | Mathis Henno           | [ 158 ]        |
| 22.02.2025 | 19:00          | AS Cannes                    | 3:1 (27:29, 26:24, 25:20, 25:17)        | Paris Volley                 | Palais des Victoires                   | 911            | Timo Beriot            | [ 159 ]        |
| 22.02.2025 | 19:00          | Plessis Robinson Volley Ball | 1:3 (18:25, 25:23, 19:25, 19:25)        | Spacer's Toulouse Volley     | Espace Omnisports                      | 740            | Nathan Feral           | [ 160 ]        |
| 22.02.2025 | 19:00          | Tourcoing LM                 | 3:0 (25:20, 25:21, 25:20)               | Saint-Nazaire VBA            | Stab Vélodrome                         | 847            | Pablo Kukartsev        | [ 161 ]        |
| 22.02.2025 | 19:30          | Arago de Sète                | 1:3 (22:25, 25:22, 23:25, 24:26)        | Nice VB                      | Gymnase Maurice Vié                    | 318            | Bruno Dias             | [ 162 ]        |
| 22.02.2025 | 20:00          | Centurions Narbonne          | 1:3 (25:23, 20:25, 24:26, 25:27)        | Alterna Stade Poitevin VB    | Narbonne Arena                         | 2297           | Colton Cowell          | [ 163 ]        |
| 23. KOLEJKA |                |                              |                                         |                              |                                        |                |                        |                |
| 28.02.2025 | 20:00          | Montpellier HSC VB           | 3:1 (25:22, 25:17, 22:25, 25:22)        | Tourcoing LM                 | Palais des sports Chaban Delmas        | 1278           | Ezequiel Palacios      | [ 164 ]        |
| 1.03.2025 | 18:00          | Paris Volley                 | 2:3 (25:18, 25:21, 20:25, 17:25, 11:15) | Chaumont VB 52 Haute-Marne   | Salle Pierre Charpy                    | 1338           | Mathis Henno           | [ 165 ]        |
| 1.03.2025 | 18:00          | Spacer's Toulouse Volley     | 3:0 (25:20, 25:17, 25:15)               | Centurions Narbonne          | Palais des sports André Brouat         | 1653           | Thomas Gill            | [ 166 ]        |
| 1.03.2025 | 19:00          | Nice VB                      | 3:0 (25:19, 25:21, 25:18)               | Plessis Robinson Volley Ball | Salle Gianmarchi                       | 664            | Simon Hirsch           | [ 167 ]        |
| 1.03.2025 | 19:30          | Arago de Sète                | 1:3 (25:17, 21:25, 15:25, 18:25)        | Tours VB                     | Gymnase Maurice Vié                    | 310            | Antoine Pothron        | [ 168 ]        |
| 3.03.2025 | 20:00          | Saint-Nazaire VBA            | 3:2 (25:21, 25:21, 21:25, 18:25, 19:17) | AS Cannes                    | Gymnase de Coubertin                   | 1047           | Nicolas Burel          | [ 169 ]        |
| 24. KOLEJKA |                |                              |                                         |                              |                                        |                |                        |                |
| 7.03.2025 | 20:00          | Tours VB                     | 3:2 (17:25, 25:20, 22:25, 25:23, 15:13) | Paris Volley                 | Salle Robert Grenon                    | 2875           | Ryan Sclater           | [ 170 ]        |
| 8.03.2025 | 19:00          | Alterna Stade Poitevin VB    | 0:3 (15:25, 16:25, 17:25)               | Montpellier HSC VB           | Salle Frédéric-Lawson-Body             | 1830           | Raphaël Corre          | [ 171 ]        |
| 8.03.2025 | 19:00          | AS Cannes                    | 2:3 (25:15, 25:23, 22:25, 29:31, 10:15) | Arago de Sète                | Palais des Victoires                   | 826            | Célestin Cardin        | [ 172 ]        |
| 8.03.2025 | 19:00          | Tourcoing LM                 | 3:0 (25:18, 25:21, 25:18)               | Spacer's Toulouse Volley     | Stab Vélodrome                         | 803            | Jan Martínez Franchi   | [ 173 ]        |
| 8.03.2025 | 20:00          | Centurions Narbonne          | 2:3 (25:22, 29:31, 25:22, 19:25, 12:15) | Nice VB                      | Narbonne Arena                         | 1925           | Nooa Marttila          | [ 174 ]        |
| 8.03.2025 | 20:00          | Chaumont VB 52 Haute-Marne   | 3:0 (25:16, 25:18, 25:19)               | Plessis Robinson Volley Ball | Palestra                               | 1192           | Shane Holdaway         | [ 175 ]        |
| 25. KOLEJKA |                |                              |                                         |                              |                                        |                |                        |                |
| 14.03.2025 | 20:00          | Tourcoing LM                 | 2:3 (25:16, 23:25, 20:25, 25:10, 13:15) | AS Cannes                    | Stab Vélodrome                         | 1098           | Jacob Ekman            | [ 176 ]        |
| 15.03.2025 | 18:00          | Paris Volley                 | 1:3 (21:25, 25:18, 23:25, 20:25)        | Saint-Nazaire VBA            | Salle Pierre Charpy                    | 1349           | Luuc van der Ent       | [ 177 ]        |
| 15.03.2025 | 19:00          | Plessis Robinson Volley Ball | 0:3 (21:25, 23:25, 23:25)               | Alterna Stade Poitevin VB    | Espace Omnisports                      | 994            | Brett Walsh            | [ 178 ]        |
| 15.03.2025 | 19:00          | Nice VB                      | 3:0 (25:23, 26:24, 25:23)               | Chaumont VB 52 Haute-Marne   | Salle Gianmarchi                       | 834            | Merrick McHenry        | [ 179 ]        |
| 15.03.2025 | 20:00          | Montpellier HSC VB           | 3:1 (25:21, 25:22, 17:25, 29:27)        | Tours VB                     | Palais des sports Chaban Delmas        | 1317           | Corentin Phelut        | [ 180 ]        |
| 16.03.2025 | 17:00          | Arago de Sète                | 1:3 (25:20, 23:25, 23:25, 19:25)        | Centurions Narbonne          | Palais des sports Béziers Méditerranée | 507            | Casey Schouten         | [ 181 ]        |
| 26. KOLEJKA |                |                              |                                         |                              |                                        |                |                        |                |
| 22.03.2025 | 20:00          | Centurions Narbonne          | 1:3 (22:25, 23:25, 25:21, 19:25)        | Tourcoing LM                 | Narbonne Arena                         | 3450           | Ignacio Luengas        | [ 182 ]        |
| 22.03.2025 | 20:00          | Saint-Nazaire VBA            | 1:3 (21:25, 23:25, 25:19, 24:26)        | Alterna Stade Poitevin VB    | Gymnase de Coubertin                   | 1598           | Simon Magnin           | [ 183 ]        |
| 22.03.2025 | 20:00          | Spacer's Toulouse Volley     | 1:3 (22:25, 25:17, 18:25, 17:25)        | Paris Volley                 | Palais des sports André Brouat         | 3032           | Anatole Chaboissant    | [ 184 ]        |
| 22.03.2025 | 20:00          | Tours VB                     | 3:0 (25:21, 25:22, 25:19)               | Nice VB                      | Salle Robert Grenon                    | 3006           | Luca Ramon             | [ 185 ]        |
| 22.03.2025 | 20:00          | Chaumont VB 52 Haute-Marne   | 3:0 (25:22, 25:20, 26:24)               | Arago de Sète                | Palestra                               | 1116           | Jacob Pasteur          | [ 186 ]        |
| 22.03.2025 | 20:00          | AS Cannes                    | 0:3 (23:25, 19:25, 20:25)               | Plessis Robinson Volley Ball | Palais des Victoires                   | 828            | Nathan Canovas         | [ 187 ]        |
| Godziny do 27 października 2024 roku podane są według strefy czasowej UTC+2, a od 27 października 2024 roku według strefy czasowej UTC+1. Źródło: |                |                              |                                         |                              |                                        |                |                        |                |

### Tabela
| Lp.                    | Drużyna                      | Pkt   | Mecze | Mecze | Mecze | Rodzaj wyniku | Rodzaj wyniku | Rodzaj wyniku | Rodzaj wyniku | Rodzaj wyniku | Rodzaj wyniku | Sety | Sety | Sety  | Małe punkty | Małe punkty | Małe punkty |
| Lp.                    | Drużyna                      | Pkt   | M     | W     | P     | 3:0           | 3:1           | 3:2           | 2:3           | 1:3           | 0:3           | wyg. | prz. | stos. | zdob.       | str.        | stos.       |
| ---------------------- | ---------------------------- | ----- | ----- | ----- | ----- | ------------- | ------------- | ------------- | ------------- | ------------- | ------------- | ---- | ---- | ----- | ----------- | ----------- | ----------- |
| 1                      | Montpellier HSC VB           | 51    | 24    | 17    | 7     | 9             | 6             | 2             | 2             | 2             | 3             | 57   | 31   | 1.84  | 2079        | 1884        | 1.1         |
| 2                      | Chaumont VB 52 Haute-Marne   | 51    | 24    | 17    | 7     | 8             | 7             | 2             | 2             | 2             | 3             | 57   | 32   | 1.78  | 2088        | 1935        | 1.08        |
| 3                      | Tourcoing LM                 | 48(1) | 24    | 17    | 7     | 9             | 5             | 3             | 2             | 2             | 3             | 57   | 32   | 1.78  | 2077        | 1906        | 1.09        |
| 4                      | Tours VB                     | 46    | 24    | 15    | 9     | 8             | 6             | 1             | 2             | 5             | 2             | 54   | 35   | 1.54  | 2069        | 1872        | 1.11        |
| 5                      | Nice VB                      | 41    | 24    | 14    | 10    | 6             | 6             | 2             | 1             | 4             | 5             | 48   | 40   | 1.2   | 1997        | 1967        | 1.02        |
| 6                      | Alterna Stade Poitevin VB    | 40    | 24    | 14    | 10    | 5             | 7             | 2             | 0             | 3             | 7             | 45   | 41   | 1.1   | 1947        | 1998        | 0.97        |
| 7                      | Spacer's Toulouse Volley     | 39    | 24    | 13    | 11    | 2             | 7             | 4             | 4             | 4             | 3             | 51   | 48   | 1.06  | 2214        | 2212        | 1           |
| 8                      | AS Cannes                    | 34    | 24    | 11    | 13    | 3             | 5             | 3             | 4             | 4             | 5             | 45   | 50   | 0.9   | 2095        | 2156        | 0.97        |
| 9                      | Paris Volley                 | 30    | 24    | 10    | 14    | 3             | 4             | 3             | 3             | 8             | 3             | 44   | 52   | 0.85  | 2129        | 2166        | 0.98        |
| 10                     | Arago de Sète                | 23    | 24    | 8     | 16    | 2             | 2             | 4             | 3             | 9             | 4             | 39   | 58   | 0.67  | 2109        | 2234        | 0.94        |
| 11                     | Centurions Narbonne          | 23    | 24    | 7     | 17    | 2             | 3             | 2             | 4             | 6             | 7             | 35   | 58   | 0.6   | 2042        | 2170        | 0.94        |
| 12                     | Saint-Nazaire VBA            | 22    | 24    | 8     | 16    | 1             | 3             | 4             | 2             | 7             | 7             | 35   | 59   | 0.59  | 2038        | 2178        | 0.94        |
| 13                     | Plessis Robinson Volley Ball | 18    | 24    | 5     | 19    | 1             | 3             | 1             | 4             | 8             | 7             | 31   | 62   | 0.5   | 1942        | 2148        | 0.9         |
| Legenda: faza play-off |                              |       |       |       |       |               |               |               |               |               |               |      |      |       |             |             |             |

Źródło: 
Punktacja: 3:0 i 3:1 – 3 pkt; 3:2 – 2 pkt; 2:3 – 1 pkt; 1:3 i 0:3 – 0 pkt
Zasady ustalania kolejności: zob. sekcję powyżej
Uwagi: (1) Tourcoing LM został ukarany odjęciem dwóch punktów ze względu na złamanie przepisów finansowych.

## Faza play-off
Godziny podane są według strefy czasowej UTC+2.

### Drabinka
|  |              |                            |              |                           |              |              |              |   |                            |                    |           |           |           |           |  |  |        |        |        |        |        |
|  | Ćwierćfinały | Ćwierćfinały               | Ćwierćfinały | Ćwierćfinały              | Ćwierćfinały | Ćwierćfinały | Ćwierćfinały |   |                            | Półfinały          | Półfinały | Półfinały | Półfinały | Półfinały |  |  | Finały | Finały | Finały | Finały | Finały |
|  | Ćwierćfinały | Ćwierćfinały               | Ćwierćfinały | Ćwierćfinały              | Ćwierćfinały | Ćwierćfinały | Ćwierćfinały |   |                            | Półfinały          | Półfinały | Półfinały | Półfinały | Półfinały |  |  | Finały | Finały | Finały | Finały | Finały |
|  |              |                            |              |                           |              |              |              |   |                            |                    |           |           |           |           |  |  |        |        |        |        |        |
|  |              |                            |              |                           |              |              |              |   |                            |                    |           |           |           |           |  |  |        |        |        |        |        |
|  | 1            | Montpellier HSC VB         | 0            | 3                         | 3            | 3            |              |   |                            |                    |           |           |           |           |  |  |        |        |        |        |        |
|  | 1            | Montpellier HSC VB         | 0            | 3                         | 3            | 3            |              |   |                            |                    |           |           |           |           |  |  |        |        |        |        |        |
|  | 8            | AS Cannes                  | 3            | 0                         | 0            | 2            |              |   |                            |                    |           |           |           |           |  |  |        |        |        |        |        |
|  | 8            | AS Cannes                  | 3            | 0                         | 0            | 2            |              |   | 1                          | Montpellier HSC VB | 0         | 3         | 2         |           |  |  |        |        |        |        |        |
|  |              |                            |              |                           |              |              |              |   | 1                          | Montpellier HSC VB | 0         | 3         | 2         |           |  |  |        |        |        |        |        |
|  |              |                            | 4            | Tours VB                  | 3            | 2            | 3            |   |                            |                    |           |           |           |           |  |  |        |        |        |        |        |
|  | 4            | Tours VB                   | 4            | Tours VB                  | 3            | 2            | 3            | 3 | 3                          | 3                  |           |           |           |           |  |  |        |        |        |        |        |
|  | 4            | Tours VB                   |              |                           |              |              |              |   |                            | 3                  |           |           |           |           |  |  |        |        |        |        |        |
|  | 5            | Nice VB                    | 2            | 1                         | 2            |              |              |   |                            |                    |           |           |           |           |  |  |        |        |        |        |        |
|  | 5            | Nice VB                    | 2            | 1                         | 2            |              |              | 4 | Tours VB                   | 3                  | 3         | [2]       |           |           |  |  |        |        |        |        |        |
|  |              |                            |              |                           |              |              |              |   |                            |                    |           |           |           |           |  |  |        |        |        |        |        |
|  |              |                            | 6            | Alterna Stade Poitevin VB | 1            | 0            | [0]          |   |                            |                    |           |           |           |           |  |  |        |        |        |        |        |
|  | 2            | Chaumont VB 52 Haute-Marne | 6            | Alterna Stade Poitevin VB | 1            | 0            | [0]          | 3 | 3                          | 3                  |           |           |           |           |  |  |        |        |        |        |        |
|  | 2            | Chaumont VB 52 Haute-Marne |              |                           |              |              |              |   |                            | 3                  |           |           |           |           |  |  |        |        |        |        |        |
|  | 7            | Spacer's Toulouse Volley   | 2            | 1                         | 0            |              |              |   |                            |                    |           |           |           |           |  |  |        |        |        |        |        |
|  | 7            | Spacer's Toulouse Volley   | 2            | 1                         | 0            |              |              | 2 | Chaumont VB 52 Haute-Marne | 1                  | 0         |           |           |           |  |  |        |        |        |        |        |
|  |              |                            |              |                           |              |              |              | 2 | Chaumont VB 52 Haute-Marne | 1                  | 0         |           |           |           |  |  |        |        |        |        |        |
|  |              |                            | 6            | Alterna Stade Poitevin VB | 3            | 3            |              |   |                            |                    |           |           |           |           |  |  |        |        |        |        |        |
|  | 3            | Tourcoing LM               | 6            | Alterna Stade Poitevin VB | 3            | 3            | 3            | 3 | 1                          | 1                  | 2         |           |           |           |  |  |        |        |        |        |        |
|  | 3            | Tourcoing LM               |              |                           |              |              |              |   |                            | 1                  | 2         |           |           |           |  |  |        |        |        |        |        |
|  | 6            | Alterna Stade Poitevin VB  | 1            | 1                         | 3            | 3            | 3            |   |                            |                    |           |           |           |           |  |  |        |        |        |        |        |
|  | 6            | Alterna Stade Poitevin VB  | 1            | 1                         | 3            | 3            | 3            |   |                            |                    |           |           |           |           |  |  |        |        |        |        |        |

Uwaga: W nawiasach kwadratowych jest podana liczba zwycięstw danej drużyny w dwumeczu.
Źródło: 

### Ćwierćfinały
Format: do trzech zwycięstw
| Data                           | Godz.                          | Gospodarz                      | Rezultat                                | Gość                          | Hala sportowa                   | Widzów                        | MVP                           | *                             |
| ------------------------------ | ------------------------------ | ------------------------------ | --------------------------------------- | ----------------------------- | ------------------------------- | ----------------------------- | ----------------------------- | ----------------------------- |
| Montpellier HSC VB (1)         | Montpellier HSC VB (1)         | Montpellier HSC VB (1)         | 3 – 1                                   | (8) AS Cannes                 | (8) AS Cannes                   | (8) AS Cannes                 | (8) AS Cannes                 | (8) AS Cannes                 |
| 4.04.2025                      | 20:00                          | Montpellier HSC VB             | 0:3 (22:25, 22:25, 18:25)               | AS Cannes                     | Palais des sports Chaban Delmas | 1287                          | Timo Beriot                   | [ 191 ]                       |
| 6.04.2025                      | 17:00                          | Montpellier HSC VB             | 3:0 (25:23, 25:22, 25:22)               | AS Cannes                     | Palais des sports Chaban Delmas | 1107                          | Dimityr Dimitrow              | [ 192 ]                       |
| 12.04.2025                     | 20:00                          | AS Cannes                      | 0:3 (19:25, 16:25, 24:26)               | Montpellier HSC VB            | Palais des Victoires            | 1256                          | Raphaël Corre                 | [ 193 ]                       |
| 14.04.2025                     | 20:00                          | AS Cannes                      | 2:3 (25:21, 22:25, 25:21, 18:25, 12:15) | Montpellier HSC VB            | Palais des Victoires            | 1206                          | Tomás López                   | [ 194 ]                       |
| Tours VB (4)                   | Tours VB (4)                   | Tours VB (4)                   | 3 – 0                                   | (5) Nice VB                   | (5) Nice VB                     | (5) Nice VB                   | (5) Nice VB                   | (5) Nice VB                   |
| 4.04.2025                      | 20:00                          | Tours VB                       | 3:0 (25:19, 25:21, 25:21)               | Nice VB                       | Salle Robert Grenon             | 2606                          | Luca Ramon                    | [ 195 ]                       |
| 6.04.2025                      | 18:00                          | Tours VB                       | 3:1 (23:25, 25:12, 25:17, 25:19)        | Nice VB                       | Salle Robert Grenon             | 2406                          | Antoine Pothron               | [ 196 ]                       |
| 12.04.2025                     | 20:00                          | Nice VB                        | 2:3 (28:30, 26:28, 25:20, 25:22, 14:16) | Tours VB                      | Salle Gianmarchi                | 834                           | Leandro dos Santos            | [ 197 ]                       |
| Chaumont VB 52 Haute-Marne (2) | Chaumont VB 52 Haute-Marne (2) | Chaumont VB 52 Haute-Marne (2) | 3 – 0                                   | (7) Spacer's Toulouse Volley  | (7) Spacer's Toulouse Volley    | (7) Spacer's Toulouse Volley  | (7) Spacer's Toulouse Volley  | (7) Spacer's Toulouse Volley  |
| 4.04.2025                      | 18:00                          | Chaumont VB 52 Haute-Marne     | 3:2 (25:19, 20:25, 23:25, 32:30, 16:14) | Spacer's Toulouse Volley      | Palestra                        | 849                           | Mathis Henno                  | [ 198 ]                       |
| 6.04.2025                      | 17:00                          | Chaumont VB 52 Haute-Marne     | 3:1 (25:22, 20:25, 25:18, 25:21)        | Spacer's Toulouse Volley      | Palestra                        | 1215                          | Niko Suihkonen                | [ 199 ]                       |
| 12.04.2025                     | 20:00                          | Spacer's Toulouse Volley       | 0:3 (23:25, 17:25, 23:25)               | Chaumont VB 52 Haute-Marne    | Palais des sports André Brouat  | 2286                          | Mathis Henno                  | [ 200 ]                       |
| Tourcoing LM (3)               | Tourcoing LM (3)               | Tourcoing LM (3)               | 2 – 3                                   | (6) Alterna Stade Poitevin VB | (6) Alterna Stade Poitevin VB   | (6) Alterna Stade Poitevin VB | (6) Alterna Stade Poitevin VB | (6) Alterna Stade Poitevin VB |
| 4.04.2025                      | 20:00                          | Tourcoing LM                   | 3:1 (25:23, 27:29, 25:21, 27:25)        | Alterna Stade Poitevin VB     | Stab Vélodrome                  | 908                           | Simon Roehrig                 | [ 201 ]                       |
| 6.04.2025                      | 17:00                          | Tourcoing LM                   | 3:1 (25:16, 20:25, 31:29, 28:26)        | Alterna Stade Poitevin VB     | Stab Vélodrome                  | 1029                          | Jan Martínez Franchi          | [ 202 ]                       |
| 12.04.2025                     | 20:00                          | Alterna Stade Poitevin VB      | 3:1 (25:21, 23:25, 25:23, 27:25)        | Tourcoing LM                  | Salle Frédéric-Lawson-Body      | 1954                          | Nik Mujanović                 | [ 203 ]                       |
| 14.04.2025                     | 20:00                          | Alterna Stade Poitevin VB      | 3:1 (25:22, 25:23, 20:25, 31:29)        | Tourcoing LM                  | Salle Frédéric-Lawson-Body      | 2044                          | Franco Massimino              | [ 204 ]                       |
| 18.04.2025                     | 20:00                          | Tourcoing LM                   | 2:3 (25:20, 19:25, 25:21, 22:25, 10:15) | Alterna Stade Poitevin VB     | Stab Vélodrome                  | 1405                          | Nik Mujanović                 | [ 205 ]                       |
| Źródło:                        |                                |                                |                                         |                               |                                 |                               |                               |                               |

### Półfinały
Format: do dwóch zwycięstw
| Data                           | Godz.                          | Gospodarz                      | Rezultat                                | Gość                          | Hala sportowa                   | Widzów                        | MVP                           | *                             |
| ------------------------------ | ------------------------------ | ------------------------------ | --------------------------------------- | ----------------------------- | ------------------------------- | ----------------------------- | ----------------------------- | ----------------------------- |
| Montpellier HSC VB (1)         | Montpellier HSC VB (1)         | Montpellier HSC VB (1)         | 1 – 2                                   | (4) Tours VB                  | (4) Tours VB                    | (4) Tours VB                  | (4) Tours VB                  | (4) Tours VB                  |
| 2.05.2025                      | 20:00                          | Montpellier HSC VB             | 0:3 (24:26, 22:25, 23:25)               | Tours VB                      | Palais des sports Chaban Delmas | 1907                          | Luca Ramon                    | [ 206 ]                       |
| 2.05.2025                      | 20:00                          | Tours VB                       | 2:3 (22:25, 28:26, 13:25, 25:22, 13:15) | Montpellier HSC VB            | Salle Robert Grenon             | 3034                          | Nicolas Le Goff               | [ 207 ]                       |
| 5.05.2025                      | 20:00                          | Montpellier HSC VB             | 2:3 (25:23, 27:29, 25:19, 22:25, 13:15) | Tours VB                      | Palais des sports Chaban Delmas | 2103                          | Leandro dos Santos            | [ 208 ]                       |
| Chaumont VB 52 Haute-Marne (2) | Chaumont VB 52 Haute-Marne (2) | Chaumont VB 52 Haute-Marne (2) | 0 – 2                                   | (6) Alterna Stade Poitevin VB | (6) Alterna Stade Poitevin VB   | (6) Alterna Stade Poitevin VB | (6) Alterna Stade Poitevin VB | (6) Alterna Stade Poitevin VB |
| 25.04.2025                     | 20:00                          | Chaumont VB 52 Haute-Marne     | 1:3 (25:21, 24:26, 17:25, 18:25)        | Alterna Stade Poitevin VB     | Palestra                        | 1809                          | Brett Walsh                   | [ 209 ]                       |
| 2.05.2025                      | 20:00                          | Alterna Stade Poitevin VB      | 3:0 (25:19, 25:19, 25:21)               | Chaumont VB 52 Haute-Marne    | Salle Frédéric-Lawson-Body      | 2421                          | Nik Mujanović                 | [ 210 ]                       |
| Źródło:                        |                                |                                |                                         |                               |                                 |                               |                               |                               |

### Finały
Format: dwumecz z ewentualnym złotym setem
| Data         | Godz.        | Gospodarz                 | Rezultat                         | Gość                          | Hala sportowa                 | Widzów                        | MVP                           | *                             |
| ------------ | ------------ | ------------------------- | -------------------------------- | ----------------------------- | ----------------------------- | ----------------------------- | ----------------------------- | ----------------------------- |
| Tours VB (4) | Tours VB (4) | Tours VB (4)              | 2 – 0                            | (6) Alterna Stade Poitevin VB | (6) Alterna Stade Poitevin VB | (6) Alterna Stade Poitevin VB | (6) Alterna Stade Poitevin VB | (6) Alterna Stade Poitevin VB |
| 10.05.2025   | 20:00        | Alterna Stade Poitevin VB | 1:3 (19:25, 25:20, 23:25, 19:25) | Tours VB                      | Salle Frédéric-Lawson-Body    | 2517                          | Ryan Sclater                  | [ 211 ]                       |
| 17.05.2025   | 20:00        | Tours VB                  | 3:0 (29:27, 25:21, 25:17)        | Alterna Stade Poitevin VB     | Salle Robert Grenon           | 3186                          | Alexandre Strehlau            | [ 212 ]                       |
| Źródło:      |              |                           |                                  |                               |                               |                               |                               |                               |

## Klasyfikacja końcowa
Pierwsze miejsce w klasyfikacji końcowej mistrzostw Francji zajął zwycięzca fazy play-off. Pozostałe pozycje zostały ustalone na podstawie tabeli fazy zasadniczej.
| Poz. | Drużyna                      | Uwagi                              |
| 1.   | Tours VB                     | prawo udziału w Lidze Mistrzów     |
| 2.   | Montpellier HSC VB           | prawo udziału w Pucharze CEV       |
| 3.   | Chaumont VB 52 Haute-Marne   | prawo udziału w Pucharze Challenge |
| 4.   | Tourcoing LM                 | prawo udziału w Pucharze Challenge |
| 5.   | Nice VB                      |                                    |
| 6.   | Alterna Stade Poitevin VB    | prawo udziału w Pucharze CEV       |
| 7.   | Spacer's Toulouse Volley     |                                    |
| 8.   | AS Cannes                    |                                    |
| 9.   | Paris Volley                 |                                    |
| 10.  | Arago de Sète                |                                    |
| 11.  | Centurions Narbonne          |                                    |
| 12.  | Saint-Nazaire VBA            |                                    |
| 13.  | Plessis Robinson Volley Ball |                                    |

Uwaga: Tourcoing LM uzyskał prawo gry w Pucharze CEV jako zdobywca Pucharu Francji, natomiast Alterna Stade Poitevin VB – jako finalista fazy play-off.